# Avalon Code
Avalon Code (アヴァロンコード Avaron Kōdo) är ett fantasy action-rollspel till Nintendo DS. Det är utvecklat av Matrix Software och är i Europa utgivet av Rising Star Games.
Spelets story och spelmekanik kretsar kring användandet av en bok, "Book of prophecy", som kan användas till att påverka världen runt omkring en genom att ändra olika sakers "Elemental code". Man får välja om huvudkaraktären man spelar som ska vara en pojke eller flicka.
Avalon Code har fått blandad kritik, spelet har dels blivit hyllat för sin vackra grafik och sin nyskapande spelmekanik, men har också kritiserats för sin linjära story och sina många repetitiva spelmoment.